# Seznam hlav států v roce 1945
Seznam hlav států v roce 1945

## Afrika
- Egypt – Farúk I.
- Etiopie – Haile Selassie
- Jihoafrická unie – Jiří VI.
- Libérie – William Tubman

## Asie
- Afghánistán – Muhammad Záhir Šáh
- Čína – Čankajšek
- Írán – Muhammad Rezá Pahlaví
- Irák – Fajsal II.
- Japonské císařství – Hirohito
- Jemen - Yahya Muhammad Hamid
- Kambodža – Norodom Sihanuk
- Laos – Sisavang Vong
- Mandžukuo – Pchu I
- Nepál - Tribhuvan
- Saúdská Arábie - Abd al-Azíz ibn Saúd
- Siam – Ráma VIII.
- Sovětský svaz - Michail Kalinin
- Sýrie - Shukri al-Quwatli
- Turecko - İsmet İnönü

## Amerika
- Kanada – Jiří VI.
- USA
  - Franklin Delano Roosevelt (do dubna, zemřel)
  - Harry S. Truman

## Evropa
- Belgie
  - Leopold III. (král)
  - Karel, hrabě flanderský (regent)
- Bulharské carství – Simeon II.
- Československo – Edvard Beneš
- Dánsko – Kristián X.
- Finsko – Carl Gustaf Emil Mannerheim
- Francie – Charles de Gaulle
- Nezávislý stát Chorvatsko – Ante Pavelić
- Irsko
  - Jiří VI. (král)
  - Douglas Hyde (prezident, do června)
  - Seán Thomas O'Kelly (prezident, od června)
- Island – Sveinn Björnsson
- Itálie – Viktor Emanuel III.
- Jugoslávie
  - Petr II. Karađorđević (král)
  - Ivan Ribar (předseda prezidia)
- Lichtenštejnsko – František Josef II.
- Lucembursko – Šarlota
- Maďarsko – Miklós Horthy (regent)
- Monako – Ludvík II.
- Nizozemsko – Vilemína
- Norsko – Haakon VII.
- Portugalsko – Óscar Carmona
- Protektorát Čechy a Morava
  - Emil Hácha (protektorátní prezident, do května)
  - Wilhelm Frick (říšský protektor, do dubna)
- Papež – Pius XII.
- Rumunsko – Michal I.
- Řecké královstvíŘecko 
  - Jiří II. (král)
  - Damaskinos Papandreou (regent)
- Sovětský svaz – Michail Kalinin
- Spojené království – Jiří VI.
- Španělsko – Francisco Franco (caudillo)
- Švédsko – Gustav V.
- Turecko – İsmet İnönü

## Oceánie
- Austrálie – Jiří VI.
- Nový Zéland – Jiří VI.

## Jižní Amerika
- Brazílie